# Sufletul negrului Charley
Sufletul negrului Charley (titlul original: în engleză The Soul of Nigger Charley) este un film western american de blaxploitation, realizat în 1973 de regizorul Larry Spangler, după o povestire a lui Harold Stone, protagoniști fiind actorii Fred Williamson, D'Urville Martin, Denise Nicholas și Pedro Armendáriz Jr.. 
Este continuarea filmului din 1972 Legenda negrului Charley și este urmat de Boss Nigger.

## Rezumat
„Sufletul negrului Charley” continuă povestea sclavului evadat Charley și a fostului sclav Toby din Legenda negrului Charley. De data aceasta, cei doi prieteni ajută un grup de foști sclavi să câștige libertatea în timp ce luptă împotriva unui nemilos fost ofițer de război civil care vrea să mențină sclavia mai departe, vânzând negri proprietarilor de plantații în sud, din Mexic.

## Distribuție
- Fred Williamson – Charley
- D'Urville Martin – Toby
- Denise Nicholas – Elena
- Pedro Armendáriz Jr. – Sandoval (ca Pedro Armendariz Jr.)
- Kirk Calloway – Marcellus
- George Allen – Ode
- Kevin Hagen – colonelul Blanchard
- Michael Cameron – sergentul Foss
- Johnny Greenwood – Roy
- James Garbo – Collins
- Nai Bonet – Anita
- Bob Minor – Fred
- Fred Lerner – Woods
- Joe Henderson – Lee
- Richard Farnsworth – Walker (ca Dick Farnsworth)